# Леонард Блумфийлд
Леонард Блумфилд (на английски: Leonard Bloomfield) е американски езиковед, основател на Американското лингвистично общество.
Той е университетски преподавател и професор в Чикагския и Йейлския университет. Работи в областта на морфологията и синтаксиса. Добре запознат с тенденциите и теченията на лингвистиката в Европа, прилага сравнителния метод към северноамериканските езици.
През 1933 г. е публикувано най-известното произведение на Блумфилд – Language, преглед на неговия „Увод в изучаването на езиците“ от 1914 г., в което описва състоянието на науката езикознание на своето време.
Леонард Блумфилд оказва значително влияние върху развитието на структурната лингвистика в САЩ и Европа между 1930-те и 1950-те години.